# L'onore del nome (film 1919)
L'onore del nome (Other Men's Wives) è un film muto del 1919 diretto da Victor L. Schertzinger. Prodotto dalla Thomas H. Ince Corporation, aveva come interpreti Dorothy Dalton, Forrest Stanley, Holmes E. Herbert, Dell Boone.

## Trama

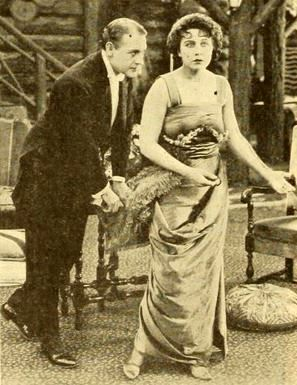
Holmes E. Herbert e Dorothy Dalton

Alla morte del padre, Cynthia Brock si trova senza soldi. Abituata al lusso, agli abiti costosi e alle sue frequentazioni altolocate, la donna adesso si trova ad essere in debito con il suo sarto di oltre cinquemila dollari. Fenwick Flint, un nuovo ricco, essendo venuto a conoscenza delle sue difficoltà, pensa di sfruttare la situazione e offre a Cynthia ben diecimila dollari se riuscirà a togliergli di torno James Gordon, il marito della donna che lui desidera. Anche se all'inizia Cynthia sembra nicchiare, l'enorme somma riesce a convincerla e si spende per diventare amica di Gordon. Trovandosi sola con lui in una baita di montagna, la donna però non riesce ad andare fino in fondo alla cosa e si mette a piangere. Gordon, dall'altra stanza, sente i suoi singhiozzi ed entra per vedere cosa succede, ma mentre l'abbraccia per consolarla, i due vengono sorpresi in quella situazione compromettente dai cospiratori che ora hanno le prove per il suo divorzio. Gordon accetta di divorziare dalla moglie Viola e di sposare Cynthia per salvarle la reputazione ma lei gli confessa la trappola in cui è caduto. Dopo avere restituito i soldi a Flint, Cynthia trova lavoro come stenografa per pagare il debito con il sarto. Passa qualche tempo: Flint e Viola si sono sposati, ma il loro matrimonio finisce molto presto in un divorzio. Gordon, amareggiato dalla vicenda, quando incontra nuovamente Cynthia dimentica il vecchio rancore e la sposa.

## Produzione
Il film fu prodotto dalla Thomas H. Ince Corporation.

## Distribuzione
Il copyright del film, richiesto dalla Thos. H. Ince Corp., fu registrato il 29 maggio 1919 con il numero LP13773.
Distribuito dalla Famous Players-Lasky Corporation e Paramount Pictures, il film uscì nelle sale statunitensi il 15 giugno 1919. In Italia, distribuito dalla Monat, ottenne, nel luglio 1923, il visto di censura 18452.
Non si conoscono copie ancora esistenti della pellicola che viene considerata presumibilmente perduta.